# Francis John Doyle
Francis John Doyle MSC (* 6. Oktober 1897 in Noorat, Victoria, Australien; † 4. November 1973 in Port Moresby, Papua und Neuguinea) war Bischof von Sideia im Territorium Papua und Neuguinea, das damals zu Australien gehörte.

## Leben
Francis John Doyle besuchte katholische Schulen in Richmond (Victoria) und Melbourne. Er trat der Ordensgemeinschaft der Herz-Jesu-Missionare bei und empfing am 30. November 1926 in Sydney die Priesterweihe. Er war sodann zunächst in Thursday Island an der Nordspitze Australiens tätig. Von 1930 an war er vorübergehend auf der Insel Samarai tätig, die zum Territorium Papua gehörte, kehrte dann aber nach Thursday Island zurück. 1938 wurde Doyle Rektor des Downlands College, einer Schule der Herz-Jesu-Missionare in Toowoomba (Queensland); später war er in einer Pfarrei in Randwick, einem Vorort von Sydney, tätig. 
1951 ernannte Papst Pius XII. Francis John Doyle zum Apostolischen Präfekten von Samarai. Die Apostolische Präfektur wurde 1956 in ein Apostolisches Vikariat umgewandelt. Doyle als Apostolischer Vikar wurde 1957 in Randwick vom Apostolischen Delegaten in Australien, Erzbischof Romolo Carboni, zum Bischof geweiht. Doyle wurde zum Titularbischof von Onuphis in Ägypten ernannt. 1966 wurde aus dem Apostolischen Vikariat das Bistum Sideia, dessen erster Bischof Francis John Doyle bis zu seinem alters- und gesundheitsbedingten Rücktritt 1970 war. Bis zu seinem Tod war Doyle dann Titularbischof von Árd Carna in Irland.